# Jed Allan
Jed Allan Brown (New York, 1935. március 1. – Palm Desert, Kalifornia, 2019. március 9.) amerikai színész.

## Filmjei

### Mozifilmek
- Zebra kutatóbázis (Ice Station Zebra) (1968)
- The Man from Clover Grove (1974)
- The Photographer (1974)
- Tűréshatár (Zero Tolerance) (1994)
- Arlette szerencséje (Arlette) (1997)

### Tv-filmek
- The Cliff (1970)
- Incident on a Dark Street (1973)
- Thursday's Game (1974)
- The Specialists (1975)
- Conspiracy of Terror (1975)
- Brenda Starr (1976)
- Fast Friends (1979)
- The Shaft of Love (1983)

### Tv-sorozatok
- Lassie (1968–1970, 26 epizódban)
- Adam-12 (1970–1973, hat epizódban)
- Columbo (1971, egy epizódban)
- Love, American Style (1972–1974, öt epizódban)
- Kojak (1974, egy epizódban)
- San Francisco utcáin (The Streets of San Francisco) (1977, egy epizódban)
- Days of our Lives (1977–1985, 102 epizódban)
- Santa Barbara (1986–1993, 1100 epizódban)
- Drága testek (Silk Stalkings) (1994, egy epizódban)
- Beverly Hills 90210 (1994–1999, 18 epizódban)
- Walker, a texasi kopó (Walker, Texas Ranger) (2001, egy epizódban)
- Sírhant művek (Six Feet Under) (2001, egy epizódban)
- CSI: Miami helyszínelők (CSI: Miami) (2003, egy epizódban)